# Franco Mulakkal
Franco Mulakkal (ur. 25 marca 1964 w Mattam) – indyjski duchowny rzymskokatolicki, w latach 2013–2023 biskup Jalandharu.

## Życiorys
Święcenia kapłańskie przyjął 21 kwietnia 1990 i został inkardynowany do diecezji Jalandharu. Przez kilka lat pracował jako duszpasterz parafialny, a w kolejnych latach był wykładowcą seminarium w Amritsar (1996–1997) i Jalandhar (2001–2008). W 2008 został skarbnikiem w głównej siedzibie Apostolskiej Unii Kleru.
17 stycznia 2009 został mianowany biskupem pomocniczym Delhi ze stolicą tytularną Chullu. Sakry biskupiej udzielił mu 21 lutego 2009 abp Vincent Conçessao.
13 czerwca 2013 otrzymał nominację na biskupa rodzinnej diecezji Jalandharu.

### Kontrowersje
W 2018 biskup został oskarżony o wielokrotny gwałt na 44-letniej zakonnicy, duchowny wszystkiemu zaprzeczył, a policja wszczęła śledztwo.
21 września 2018 został aresztowany przez policję pod zarzutem gwałtu i wielokrotnego molestowania seksualnego, jakiego miał się dopuszczać na zakonnicy od 2014 roku. Biskup Mulakkal zaprzecza oskarżeniom i twierdzi, że został oskarżony przez zakonnicę z zemsty. Dzień wcześniej na jego prośbę papież Franciszek tymczasowo zawiesił go i wyznaczył na administratora sede plena biskupa Agnela Rufina Graciasa. Ogólnie przeciwko biskupowi zeznało 80 świadków, w tym 1 kardynał, 3 biskupów, 11 księży i 25 zakonnic.
14 stycznia 2022 roku sąd wydał wyrok uniewinniający hierarchę.
1 czerwca 2023 papież Franciszek przyjął jego rezygnację z urzędu biskupa diecezjalnego.